# Prêmio Bibi Ferreira 2013

A 1ª Cerimônia de Entrega dos Prêmios Bibi Ferreira ocorreu no dia 9 de setembro de 2013, no Theatro São Pedro, na cidade de São Paulo.

## História e cerimônia
Concebido em 2011 pela Marcenaria de Cultura, através de parcerias com a Broadway League e a American Wing, responsáveis pelo Tony Award e com a Society of London Theatre, responsável pelo Olivier Award, o Prêmio Bibi Ferreira tem como objetivo "fortalecer, reconhecer e valorizar os profissionais de teatro musical, fomentar o surgimento de novos profissionais em todas as áreas, sejam elas, artísticas, técnicas e/ou produção, reconhecer e preservar a historia do teatro musical no Brasil, se tornar uma referência para o público, critica, produtores, artistas e patrocinadores, unir todos os profissionais, na busca de melhores condições de trabalho e fortalecer as produções junto ao público e patrocinadores".
O período de elegibilidade se iniciou em 1 de julho de 2012 e se estendeu até 30 de junho de 2013, acompanhando 16 produções em cartaz na cidade. Em 1 de agosto foram anunciados os indicados às 15 categorias.
A cerimônia foi apresentada por Alessandra Maestrini, com roteiro e direção artística de Daniel Salve. A entrega contou com 12 bailarinos, 8 cantores e a Orquestra Jazz Sinfônica.

## Indicados e vencedores[7]
| Melhor Musical | Melhor Musical Brasileiro |
| --- | --- |
| Quase Normal - A Família Addams - Lampião e Lancelote - Priscilla, a Rainha do Deserto - Tim Maia - Vale Tudo, O Musical | Lampião e Lancelote - Tim Maia - Vale Tudo, O Musical - Vingança, o Musical |
| Melhor Versão em Musicais | Melhor Direção em Musicais |
| A Família Addams – Claudio Botelho - Cabaret - Miguel Falabella - Quase Normal - Tadeu Aguiar | João Fonseca – Tim Maia - Vale Tudo, O Musical - Charles Möeller e Claudio Botelho - Milton Nascimento, Nada Será Como Antes - Débora Dubois – Lampião e Lancelote - José Possi Neto - Cabaret - Tadeu Aguiar - Quase Normal                                                                                      |
| Melhor Ator | Melhor Atriz |
| Tiago Abravanel e Danilo de Moura – Tim Maia - Vale Tudo, O Musical como Tim Maia - Daniel Boaventura - A Família Addams como Gomez Addams - Jarbas Homem de Mello - Cabaret como MC - Jonatas Joba - Vingança, o Musical como Liduíno - Ruben Gabira - Priscilla, a Rainha do Deserto como Bernadette | Vanessa Gerbelli – Quase Normal como Diana Goodman - Cláudia Raia - Cabaret como Sally - Luciana Carnieli - Lampião e Lancelote como Maria Bonita - Marisa Orth - A Família Addams como Mortícia Addams - Marília Pêra - Alô, Dolly! como Dolly Levi                                                              |
| Ator Coadjuvante | Atriz Coadjuvante |
| Claudio Galvan – A Família Addams como Tio Fester - Ícaro Silva - Rock in Rio - O Musical como Marvin e Gilberto Gil - Maurício Xavier - New York, New York como Pastor - Ubiraçy Paraná do Brasil - Alô, Dolly! como Barnabé Tucker - Victor Maia - Quase Normal como Henry                           | Lucinha Lins – Rock in Rio - O Musical como Glória - Andrea Marquee - Vingança, o Musical como Linda - Evelyn Castro - Tim Maia - Vale Tudo, O Musical como Dona Maria e Sra. Omera - Izabella Bicalho - Tim Maia - Vale Tudo, O Musical como Elis Regina e Adriana - Laura Lobo - A Família Addams como Wandinha |
| Revelação em Musicais | Direção Musical |
| Daniel Infantini – Lampião e Lancelote como Lampião - Ícaro Silva - Rock in Rio - O Musical como Marvin e Gilberto Gil - Marta Guerreiro - Tia Emanuelle como Emanuelle jovem e Marici | Guilherme Terra – Vingança, o Musical - Fabio Gomes e Marconi Araújo – New York, New York - Liliane Secco – Quase Normal |
| Melhor Cenografia | Melhor Figurino |
| Milton Nascimento, Nada Será Como Antes – Rogério Falcão - Lampião e Lancelote - Duda Arruk - New York, New York - José Carlos Serroni | Lampião e Lancelote – Marcio Vinicius - New York, New York - Miko Hashimoto - O Mágico de Oz - Fause Haten |
| Melhor Desenho de Luz | Melhor Coreografia |
| Rock in Rio - O Musical – Paulo Cesar Medeiros - Milton Nascimento, Nada Será Como Antes - Paulo Cesar Medeiros - O Mágico de Oz - Paulo Cesar Medeiros | New York, New York – Anselmo Zolla e Kika Sampaio - Cabaret - Alonso Barros - Rock in Rio - O Musical - Alex Neoral |

- Voto Popular = Os Boêmios de Adoniran
- Prêmio de Honra = Bibi Ferreira

## Resumo
Lista de espetáculos com mais de uma indicação:
| Programa                                | Indicações | Vitórias |
| --------------------------------------- | ---------- | -------- |
| Lampião e Lancelote                     | 7          | 3        |
| Tim Maia - Vale Tudo, O Musical         | 7          | 3        |
| A Família Addams                        | 6          | 2        |
| Quase Normal                            | 6          | 2        |
| Rock in Rio - O Musical                 | 5          | 2        |
| New York, New York                      | 5          | 1        |
| Cabaret                                 | 5          | 0        |
| Vingança, o Musical                     | 4          | 1        |
| Milton Nascimento, Nada Será Como Antes | 3          | 1        |
| Alô, Dolly!                             | 2          | 0        |
| O Mágico de Oz                          | 2          | 0        |
| Priscilla, a Rainha do Deserto          | 2          | 0        |

## Apresentações
Alessandra Maestrini abriu a noite cantando Hollywood, de Chico Buarque.
Naíma em homenagem a Bibi Ferreira, cantou Gota D'Água, do musical homônimo, composto também por Chico Buarque e Paulo Pontes e Maestrini cantou Non Je Ne Regrette de Rien. Alessandra Maestrini, Marcos Tumura, Jarbas Homem de Mello, Bianca Tadini, Keila Bueno, Andrea Marquee, Neusa Romano e Péricles Capegiani, representando o primeiro elenco brasileiro de Rent interpretaram Tempos de Amor, versão brasileira de Seasons of Love, junto com Simone Gutierrez, Felipe Dominguez, Philipe Azevedo, Will Sancar e Heloísa de Pala.
No encerramento, todo o elenco da premiação se reuniu para cantar Isto é Teatro (Hino ao Teatro), de Vicente Paiva.